# Feldflugplatz Ollesheim
Der Feldflugplatz Ollesheim lag bei Gut Ollesheim in der Gemeinde Nörvenich im Kreis Düren, Nordrhein-Westfalen.
In der ersten Novemberhälfte des Jahres 1939 begann die Luftwaffe mit dem Bau eines großen Feldflugplatzes zwischen Nörvenich und Ollesheim nördlich der heutigen Landesstraße 263. Die Größe des Flugplatzes betrug 75 ha. Die Mannschaftsunterkünfte wurden unter hohen Bäumen, die heute noch vorhanden sind, gegenüber dem Gutshof im Park erbaut. So waren sie für den Feind kaum oder gar nicht einsehbar. Das Gebäude der Kommandantur wurde direkt am Flugfeld an einer Pappelreihe errichtet und erst in den 1970er Jahren abgerissen.
Am 20. Februar 1940 wurde die III. Gruppe des Sturzkampfgeschwaders 2 (III./St.G 2) hierher verlegt und gut getarnt am Rand des Flugplatzes aufgestellt. Kommandeur war Hauptmann Ott. Ausgerüstet war die Gruppe mit 39 Sturzkampfbombern (Stukas) des Typs Junkers Ju 87 B. Am 10. März 1940 wurde Hauptmann Graf Schönborn Nachfolger von Ott.
Ab dem 10. Mai 1940, dem Tag des Beginns des Westfeldzuges, starteten die Flugzeuge bis zu zehn Mal täglich zu Angriffsflügen nach Westen und Südwesten. Am 16. Mai 1940 wurde die Gruppe nach Sedan-Neufchatau verlegt.